# Atletski stadion Poljane
Atletski stadion Poljane – stadion lekkoatletyczny w Mariborze, w Słowenii. Został otwarty w 1928 roku jako boisko klubu piłkarskiego Rapid Maribor, od 1977 roku funkcjonuje jako stadion lekkoatletyczny. Obiekt służy lekkoatletom klubów AK Poljane i AD Štajerska. Może pomieścić 1560 widzów.

## Historia
Obiekt powstał w 1928 roku, kiedy to przeprowadzili się na niego piłkarze niemieckiego klubu piłkarskiego Rapid Maribor (wcześniej dzielący swój poprzedni stadion wspólnie z zespołem I. SSK Maribor – znajdował się on po drugiej stronie rzeki Drawy, w miejscu dzisiejszego stadionu Ljudski vrt). Już przed II wojną światową obiekt wykorzystywany był także przez lekkoatletów.
W 1963 roku w związku z budową nowego mostu na Drawie (Titov most) klub piłkarski NK Železničar Maribor został pozbawiony swojego obiektu (Stadion ob Tržaški cesti), ponieważ droga dojazdowa do mostu została poprowadzona przez teren boiska. Z konieczności Železničar przez kilka lat rozgrywał więc swoje spotkania na stadionie Poljane, do czasu otwarcia swojej nowej areny (Športni park Tabor) w roku 1967.
W 1977 roku obiekt został wyposażony w tartanową bieżnię lekkoatletyczną i odtąd pełni funkcję stadionu typowo lekkoatletycznego. W późniejszym czasie trzykrotnie był modernizowany, w latach 1997, 2008 i 2017. Obiekt służy lekkoatletom klubów AK Poljane oraz AD Štajerska. Jego pojemność wynosi 1560 widzów. Odbywało się na nim wiele imprez lekkoatletycznych rangi krajowej i międzynarodowej.